# Műanyag égbolt
Műanyag égbolt (comercialitzada internacionalment com a White Plastic Sky)  és una pel·lícula d'animació post-apocalíptica hongaresa-eslovaca dirigida per Tibor Bánóczki i Sarolta Szabó. La pel·lícula es va estrenar el 17 de febrer de 2023, al 73è Festival Internacional de Cinema de Berlín, en la secció “Trobades”.

## Argument
Budapest, any 2123. Davant la disminució dels recursos, la raça humana només pot sobreviure a través d'una compensació: a l'edat de 50 anys, cada ciutadà es converteix gradualment en un arbre. Quan Stefan descobreix que la seva estimada esposa Nora s'ha inscrit voluntàriament per a donar el seu cos abans d'hora, emprèn un viatge ple d'aventures per a salvar-la, costi el que costi.
Quan aconsegueix alliberar-la, tots dos emprenen un viatge per a arribar a la llunyana clínica del professor que li pot extreure la llavor de l'arbre del cor de Nora; és a dir, l'implant que posteriorment la convertirà en arbre. Durant el seu viatge, Thomas i Nora passen per Miskolc, que està completament deserta, i continuen la seva aventura en un telefèric futurista. Una vegada arriben a la clínica, pensen que també està deserta. A més, quan veuen al professor, no el veuen capaç de dur a terme l'operació.
En el refugi del professor, descobreixen que han crescut dos enormes arbres: la seva filla i el seu cunyat. A causa de les seves avançades transformacions, Nora comença a connectar-se amb els arbres i els fa florir. El professor intenta detenir a Nora perquè el pol·len dels arbres és tòxic per als humans; ell els cala foc per a frenar les seves flors. No obstant això, Thomas acaba convençut que ja no ha d'impedir-se que les plantes es reprodueixin i es fa implantar la llavor de l'arbre. Juntament amb Nora, van a un lloc remot per a transformar-se en arbres i així acabar amb la resta de la humanitat.

## Producció
El film combina animació 3D i rotoscòpia.  Els actors Tamás Keresztes i Zsófia Szamosi van gravar a l'estudi sense cap mena de teló de fons i, posteriorment, aquestes escenes van ser dibuixades.
El guió es va escriure en 2016. White Plastic Sky es va iniciar en el programa d'incubació del Fons Nacional de Cinema d'Hongria, que dona suport a pel·lícules de molt baix pressupost. La pel·lícula és una coproducció amb Eslovàquia i compta amb fons de l'Institut Nacional de Cinema d'Hongria, el Fons Audiovisual Eslovac, Eurimages i RTVS, l'emissora pública d'Eslovàquia. Les productores que van desenvolupar el film van ser Orsolya Sipos i József Fülöp de SALT Films (Hongria) i Juraj Krasnohorsky d'Artichoke (Eslovàquia).
White Plastic Sky té com a referents obres com Soylent green o La fuga de Logan, però no tracta en la redempció del sistema, sinó en una tràgica història d'amor.
Al juny de 2023, la pel·lícula va ser estrenada en el Festival Internacional de Cinema d'Emden-Norderney.  Al juliol de 2023, es va projectar en el Festival Internacional de Cinema Fantàstic de Neuchâtel.

## Reconeixements
| Any  | Premi                                                   | Categoria                                | Recipient         | Resultat  | Ref.   |
| ---- | ------------------------------------------------------- | ---------------------------------------- | ----------------- | --------- | ------ |
| 2023 | Festival Internacional de Cinema de Berlín              | Premi Encontres                          | White Plastic Sky | Nominat   | [ 4 ]  |
| 2023 | Festival Internacional de Cinema d'Animació d'Annecy    | Premi Contrechamp a la Millor Pel·lícula | White Plastic Sky | Nominat   | [ 5 ]  |
| 2023 | Festival de Cinema de Sitges                            | Millor pel·lícula                        | White Plastic Sky | Nominat   | [ 6 ]  |
| 2023 | 36ns Premis del Cinema Europeu                          | Millor llargmetratge d'animació europeu  | White Plastic Sky | Nominat   | [ 7 ]  |
| 2023 | Festival Internacional de Cinema Fantàstic de Neuchâtel | Premi Narcisse a la millor pel·lícula    | White Plastic Sky | Nominat   | [ 8 ]  |
| 2023 | Festival Internacional de Cinema d'Animació de Zagreb   | Millor pel·lícula                        | White Plastic Sky | Nominat   | [ 9 ]  |
| 2023 | Festival Internacional de Cinema d'Animació de Zagreb   | Menció Especial                          | White Plastic Sky | Guanyador | [ 9 ]  |
| 2023 | Festival de Cinema Internacional d'Animació d'Ottawa    | Millor pel·lícula                        | White Plastic Sky | Nominat   | [ 10 ] |
| 2023 | Festival de Cinema Europeu Calgary                      | Millor pel·lícula europea                | White Plastic Sky | Pendent   | [ 11 ] |